# Тино
Кирил Хаджиев, по-познат като Тино, е български музикант, участник в риалити предаванията на bTV „Гласът на България“ и Survivor.

## Биография
Кирил Ханджиев – Тино е роден в  София в семейството на учителка и журналист, но израства във Варна. Негов кръстник е братчето на първата му приятелка. След като завършва училище, започва да свири и пее на улицата, а после и по клубовете, както и с групата SOULMATE#2.

### Музикална кариера
Тино се явява на кастинг в „Гласът на България“ с песента на Eurythmics – Sweet Dreams, и продължава в отбора на Камелия. Стига до финал и завършва втори след Атанас Кателиев.
След формата издава няколко сингъла, сред които „Мисъл“ и „Искам още“. През 2020 година получава номинация за дебют на Наградите на БГ радио.
Записва песни с Михаела Филева, Дара Екимова, Надежда Александрова – Ника и Мила Роберт. През декември 2021 година издава първия си албум „Може ли да кажа нещо“.

### Други дейности
През 2020 година Тино озвучава един от персонажите в аудио драматизацията на романа „Не казвай на мама“ на Николай Йорданов.
През 2023 година става участник в звездния отбор „Известни“ в седмия сезон на „Сървайвър“.